# Лань месопотамська
Лань месопотамська (Dama dama mesopotamica) — підвид лані, розглядається деякими авторами як окремий вид Dama mesopotamica. У літературі також зустрічаються назви — лань перська, лань іранська.

## Поширення

### Історичний ареал
Історично вид був широко поширений у Південно-Західній Азії. Ареал простягався від Іранського нагір'я на захід до узбережжя Середземного моря та Південної Анатолії та займав територію, на якій знаходяться сучасні Іран (західна частина), Ірак, Ізраїль, Йорданія, Ліван, Палестина, Сирія і південний схід Туреччини. Археологічні розкопки свідчать, що месопотамська лань була завезена на Кіпр, але, мабуть, там не прижилася. Є також зображення лані у Стародавньому Єгипті, що датуються 2 тисячоліттям до н. е., де вона утримувалась, швидше за все, як екзотична тварина у звіринцях.
З часом чисельність лані у природному середовищі почала скорочуватися через полювання та руйнування природного середовища існування. У Середні віки лань зникла у більшій частині свого ареалу. До 1875 року ареал виду обмежувався західним та південно-західним Іраном. На початку 1950-х років він вважався вимерлим, але невелика популяція була відкрита у південно-західній частині Ірані у 1956 році. З цієї популяції кілька особин відправлено у Німеччину для відтворення популяції.

### Сучасна чисельність
За даними 2013 року в Ірані існувала 371 особина у 14 популяціях. Найбільша популяція з 217 особин живе на острові Ашк на озері Урмія. Спроба переселення ланей на острови Перської затоки не мала успіху.
Вдалою була інтродукція лані месопотамської в Ізраїлі. Програма інтродукції була започаткована у середині 1960-х років. Там лань живе у напівдикому стані у заповіднику Хай-Бар Кармель на півночі країни, Біблейському зоопарку у Єрусалимі та інших місцях. Всього в Ізраїлі проживає близько 270 ланей.
За межами Ізраїлю та Ірану живе ще 160 месопотамських ланей, переважно у зоопарках Європи.

## Опис
Спина і шия у месопотамської лані теж плямисті, а по обидва боки від спинного ременя проходять плями, які зливаються між собою, утворюючи суцільні лінії. Лопати на рогах немає.